# Ondřej Zdráhala
Ondřej Zdráhala (Ostrava, 1983. július 10. –) cseh válogatott kézilabdázó. Részt vett a 2015-ös világbajnokságon és a 2018-as Európa-bajnokságon.

## Pályafutása

### Klubcsapatban
Zdráhala hazájában kezdte pályafutását, előbb a Frýdek-Místek, majd a Baník Karviná játékosa volt. Utóbbi csapattal négyszer nyerte meg a cseh bajnokságot. 2007-ben a Bundesligában szereplő TV Großwallstadthoz igazolt, ahol két évet töltött el. 2009-ben a norvég Bodø HK, majd egy évvel később a dán másodosztályú TM Tønder Håndbold játékosa lett. 2011 nyarán visszatért Németországba, a DHC Rheinlandhoz, ezt követően pedig a szlovák MŠK Považská Bystrica szerződtette, ahol egy évet játszott.
2013-ban újra német csapathoz szerződött, ezúttal az ASV Hamm 04/69 Handballhoz, 2016 nyarán pedig a svájci bajnokságban folytatta, a TSV St. Otmar St. Gallen színeiben. 2018 nyarán a lengyel Wisła Płock szerződtette.

### A válogatottban
A cseh válogatottban 2005-ben, a magyar válogatott ellen mutatkozott be. Részt vett a 2015-ös világbajnokságon és a 2018-as Európa-bajnokságon is. Utóbbi tornán a csoportkörben nyolc góllal járult hozzá a történelmi győzelemhez, amikor is csapata legyőzte az olimpiai bajnok Dániát, majd két nappal később tizennégy góljával kulcsszerepe volt abban, hogy a csehek a magyarokat is legyőzték és bejutottak a középdöntőbe. Zdráhala 55 találatával a torna gólkirályi címét is kiérdemelte.